# Ranunculus sierrae-orientalis
Ranunculus sierrae-orientalis är en ranunkelväxtart som först beskrevs av L.D.Benson, och fick sitt nu gällande namn av Guy L. Nesom. Ranunculus sierrae-orientalis ingår i släktet ranunkler, och familjen ranunkelväxter. Inga underarter finns listade i Catalogue of Life.